# 異性戀酷兒
酷兒異性戀（英語：Queer heterosexuality）是一種自稱酷兒的異性戀者或身份認同、備受爭議。其泛指展現非傳統性別表達，或採納有別於其特定文化中霸權式男性氣概和女性氣質性別角色的異性戀者、順性別者和有性戀者（Allosexual）。
此概念始於1990年代中期，雖遭激進女權主義批評，但克萊德·斯密（Clyde Smith）於1997年在阿姆斯特丹一會議中，將之視為正面身份認同。2003年，《村聲》（The Village Voice）刊載〈酷兒異性戀者〉（"The Queer Heterosexual"）一文，此後為使用該術語者所引述。
任何異性戀者自稱「酷兒」的說法飽受質疑。部分LGBTQ+群體認為，異性戀者使用「酷兒」一詞是冒犯性的挪用行為，涉及未因性傾向或性別認同而受壓迫者，僅挪用酷兒身份中被視為「時尚」或吸引人的面向，忽視酷兒群體同時經歷的壓迫。

## 女權主義批評和酷兒理論
西莉雅·基青嘉和蘇·威爾金遜認為，從激進女權主義的角度看，透過「『酷兒』異性戀」源自後現代主義和酷兒理論的概念，可修復異性戀的缺陷。她們指出，雖鮮有人深入探討「酷兒異性戀」，但「酷兒理論已確立『酷兒異性戀者』概念」，其之所以流行，非因人們相信此身份可能或可取，而是按朱迪斯·巴特勒所言，「酷兒異性戀是『性別解構』的必要組成部分」。 在這一理論中，提及「酷兒異性戀」旨在動搖所有身份類別，朝向「異性戀」等類別變得多餘的世界。提出酷兒理論，目的是為理解性別概念，超越二元、男性和女性的框架。
在2004年的一篇論文中，安妮特·施利赫特（Annette Schlichter）將圍繞酷兒異性戀的討論描述為旨在「通過異性戀作者渴望認同為酷兒，解構並可能重構異性戀主體性。」這篇論文勾勒出酷兒異性戀的譜系，指出「酷兒對性規範性的批判既與特定身份的歷史相關，又致力於動搖性身份——包括那些已成為霸權的身份」，而「關注女同性戀能見度和差異性問題的批評者有時會提出酷兒異性戀者的幽靈……表明酷兒計劃使社會和政治身份及其與權力的關係扭曲變形。」
《直書酷兒》（Straight writ queer）承認酷兒異性戀者才剛出櫃， 試圖在古今文學中「識別並揭示酷兒異性戀者」，確認「其內在的酷兒異性戀實踐」，這些實踐批判異性戀規範性，為未來開闢可能性。書中例子包括男女隱遁者、薩德侯爵和阿尔加侬·斯温伯恩等酷兒異性戀者。「男性受虐狂否定建基於陽具主宰的男子氣概，因此成為酷兒異性戀者抵抗異性戀規範性的戰略場域。」
希娜·布魯克（Heather Brook）在2018年的論文中將「同性婚姻」比作矛盾的「酷兒異性戀」。兩者皆挑戰並聯繫本質主義對異性戀的理解。「同性婚姻」旨在從異性戀婚姻的規範性中獲取社會資本，「酷兒異性戀」則利用酷兒身份的流動性。布魯克指出，兩個術語引發對挪用的恐懼，貶低社會制度的性別理解。當異性戀者使用被所指酷兒群體重新聲明主權的「酷兒」一詞描述其異性戀時，會在社會意識中將詞彙異性戀化。布魯克認為，酷兒異性戀促使人類探索諸如婚姻等異性戀規範性制度如何能在二元對立之外得到定義。

## 審視男性氣質
2005年，羅拔·希斯利（Robert Heasley）在一群他稱之為「直酷兒男性」（straight-queer males）的男性中探討酷兒異性戀。這些男性自認異性戀者，但不覺得由傳統男性氣質主導的社交空間舒適。希斯利認為，為非霸權男性行為創造術語可解決人們對男子氣概理解不足的問題。他列舉直酷兒男性展現的行為，如認真討論同性戀、被擁抱或摟抱、牽手、女性化打扮，以及表達情感開放等。
一項關於男性「主要是異性戀」行為的調查中，受訪者給出各種自我認同原因：有人感到受傳統性別和性取向模式束縛，有人覺得男性有吸引力。有人對男性有少量性興趣，但不渴望與同性建立浪漫關係或發生性行為，另一些人則對其他男性有浪漫而非性的興趣。

## 爭議
由於「酷兒」通常被定義為LGBT的同義詞，或被定義為「非異性戀」，「酷兒異性戀」一詞被視為具有爭議性。一些LGBT人士不贊成順性別異性戀者挪用「酷兒」一詞，因該詞曾被用作貶斥LGBT人士。自稱酷兒的異性戀名人亦面臨反彈，一些人認為他們在「玩弄」作為LGBT的「時尚」部分，無需承受LGBT身份帶來的壓迫，從而淡化酷兒群體經歷的掙扎。
對於自認同性戀和酷兒的人而言，異性戀者自稱酷兒，就像是選擇性地挪用同志文化中的優點、文化政治資本、衣著打扮和語言，卻未曾經歷過同性戀者所承受的歧視、青少年與成年的羞辱、內化的恐同情結等切身經驗。
批評者將「酷兒異性戀」一詞的使用比作名人如麥當娜的挪用行為。她在表演中採用源自男同性戀者，尤其是非裔美國人和拉美裔男同性戀者的Vogue舞蹈，從中獲利，但這種風格的創始人卻未能受惠。《同志文化的興衰》（The Rise and Fall of Gay Culture）作者丹尼·夏里（Daniel Harris）認為，自稱「酷兒異性戀」的人「以為自己在做一件勇敢的事。[…]我有點反感異性戀男性會使用那些詞彙。」
同性戀評論家占美生·費茲派屈克（Jameson Fitzpatrick）評論詹姆斯·法蘭科的《異性戀詹姆斯/同性戀詹姆斯》（Straight James / Gay James）時指出，作為異性戀、順性別者，要不被異性戀和順性別規範的權力結構蒙蔽，不延續這些結構，是極其困難的。他認為這種困難不太可能比許多酷兒人士今天仍面臨的各種暴力更大。費茲派屈克認為，法蘭科聲稱自己是酷兒所存在的問題關鍵，也是令許多男同性戀不滿的原因，就是他缺乏視角；他雖認識許多可能符合酷兒異性戀條件的人，但無人會為自己貼上此標籤，或像法蘭科在書中那樣「炫耀自己的特權」。安東尼·摩爾（Anthony Moll）在討論法蘭科和酷兒異性戀時拒絕法蘭科的藝術是酷兒的觀點，認為從其異性戀自我與同性戀自我之間的訪談概念，到其笨拙地試圖討論酷兒異性戀，法蘭科就像個酷兒理論的新手，談論著有趣但不完整的觀點。